# جی‌اس‌سی ۰۲۶۲۰–۰۰۶۴۸
جی‌اس‌سی ۰۲۶۲۰-۰۰۶۴۸ یک ستاره است که در صورت فلکی زانوزده قرار دارد.